# Armijna Grupa Artylerii (Grupa Artylerii Armii)
Armijna Grupa Artylerii  (Grupa Artylerii Armii) – grupa artylerii organizowana na szczeblu armii i pozostająca w dyspozycji dowódcy armii głównie w celu wzmocnienia i wydłużenia ognia artylerii poszczególnych dywizji  i wykonania zadań ogniowych o znaczeniu armijnym, takich jak: zwalczanie artylerii nieprzyjaciela (przeciwnika), zabezpieczenie styków i skrzydeł armii, odparcie przeciwuderzeń itp.
W skład AGA wchodziły w okresie II wojny światowej pododdziały, oddziały, a nawet związki taktyczne (wielkie jednostki) artylerii armijnej bądź przydzielonej do armii, głównie artylerii ciężkiej i dysponującej dużą donośnością. W celu lepszego powiązania ognia  AGA dzielona była w ramach współdziałania ze związkami ogólnowojskowymi na podgrupy ściśle współdziałające z dywizjami pierwszego rzutu, wykonującymi główne zadanie.
W brytyjskich wojskach lądowych, w czasie II wś armijna grupa królewskiej artylerii (AGRA – Army Groups Royal Artillery) była odpowiednikiem brygady artylerii, na czele której stał oficer w stopniu brygadiera. Występowała na szczeblu armii. Liczba grup artylerii odpowiadała liczbie korpusów wchodzących w skład armii. Grupa składała się z jednego pułku artylerii lekkiej (pułku artylerii polowej – Field Artillery Regiment), czterech pułków  artylerii ciężkiej (pułków artylerii średniej – Medium Artillery Regiment) i jednego pułku artylerii najcięższej (pułku artylerii ciężkiej – Heavy Artillery Regiment). Liczba pułków artylerii ciężkiej odpowiadała liczbie dywizji  wchodzących w skład korpusu plus jeden. W wyniku doświadczeń wojennych pułk artylerii lekkiej został zastąpiony pułkiem artylerii ciężkiej. Ramowy skład armijnej grupy artylerii wyglądał następująco:
- trzy pułki artylerii ciężkiej (każdy uzbrojony w szesnaście 139,7 mm (5,5 cala) haubicoarmat Mk 3),
- dwa pułki artylerii ciężkiej (każdy uzbrojony w szesnaście 114,3 mm (4,5 cala) armat Mk 2),
- jeden mieszany pułk artylerii najcięższej uzbrojony w osiem 182,9 mm (7,2 cala) haubic Mk 6 i osiem 155 mm armat M2 Long Tom.

Ogółem na uzbrojeniu grupy znajdowało się 96 armat, armatohaubic i haubic.
Wiosną 1943 r., w Iraku, w oparciu o etaty brytyjskiej AGRA, w składzie Armii Polskiej na Wschodzie zorganizowano 2 Grupę Artylerii.